# Андраш Кёсеги
Андраш (Андрей) Кесеги (? — май/декабрь 1324) — крупный венгерский магнат в начале XIV века, ишпан комитатов Ваш (1314—1317, 1321—1324), Зала (1314—1317), Шопрон (1314—1317), Мошон (1314—1317) и Дьёр (1314—1317). Член могущественной семьи Кесеги. Его неудавшийся мятеж против венгерского короля Карла I в 1317 году способствовал постепенному падению власти семьи в Трансданубии.

## Семья
Андраш происходил из трансданубской линии могущественной и богатой семьи Кёсеги. Он родился около 1295 года, незадолго до смерти своего отца Грегори, который был убит ударом молнии в 1297 году. Андраш все ещё назывался «ювенис» («молодой») весной 1315 года, который только достиг совершеннолетия.
У Андраша был старший брат Миклош III Кёсеги (? — 1314), оба они были внуками и наследниками влиятельного магната Ивана Кесеги (? — 1308), который в предыдущие десятилетия основал провинцию в Западной Трансданубии, независимую от королевской власти. Миклош унаследовал власть и владения после смерти своего деда Ивана Кёсеги в 1308 году. Андраш был впервые упомянут в исторических документах в январе 1312 года, когда Миклош подтвердил свой ранее заключенный союз с домом Габсбургов в Фюрстенфельде, помимо его собственной персоны, от имени своего брата Андраша, его дяди епископа Дьера Миклоша и сыновей покойного Хенрика — Яноша и Петера «Херцога».

## Восстания против Карла Роберта
Миклош III Кёсеги скончался в начале 1314 года. Ему наследовал его младший брат Андраш, который в одной из своих грамот четко заявил, что унаследовал губернию от своего деда, а затем брата «по закону». Соответственно, Андраш стал наследственным ишпаном комитатов Ваш, Шопрон, Зала и, возможно, Мошона и Дьёра до самой своей смерти. Он владел различными замками в регионе, например Кёсег, Овар, Боростьянке (сегодня Бернштайн, Австрия), Шарвар, Татика и Кабольд (сегодня Коберсдорф, Австрия), в дополнение к аббатству Паннонхальма . Первоначально Андраш Кёсеги оставался нейтральным во время объединительной войны короля Венгрии Карла I Роберта против олигархов, продолжая политику своего брата, который отказался от агрессивного анти-королевского поведения своего деда. Согласно его собственному документу, Андраш намеревался посетить королевский двор летом 1314 года, но никаких записей об этом событии нет.
Однако вскоре Андраш Кёсеги вернулся к жесткой экспансионистской политике покойного Ивана и разграбил земельные владения своих соседей, чтобы интегрировать некоторых оставшихся независимых баронов в свою Западную Трансданубию. Например, его фамильяр Соломон Рыжий разрушил замок Решнек, принадлежащий Герборду Решнеки. Андраш схватил Сентдьордьвар (также называемый Békavár, букв. «Лягушачий замок») у Иоахима Пека примерно в то же время. К началу 1315 года он даже распространил свое влияние на некоторые части комитата Веспрем. Например, он произвольно занял форт Угод у клана Чак. Когда король Венгрии Карл I Роберт начал королевскую кампанию против братьев Яноша и Петера, сыновей покойного Хенрика II, которые управляли своей провинцией в южной части Трансданубии, Андраш послал свои вспомогательные войска, чтобы оказать помощь своим родственникам. Карл Роберт снова начал войну с южным доминионом Кесеги в первой половине 1316 года, что также сильно повлияло на территорию Андраша. Он не смог помочь своим родственникам, потому что несколько его приближенных присягнули на верность королю и покинули его армию в то же самое время, включая Александра Кецского и его родственников из клана Надашд. Андраш Кёсеги послал Соломона Красного с мародерствующей армией в Герсе, где был жестоко убит шурин Кецского Ладислав Надашдд и его семья. В то же самое время были разграблены и уничтожены земли и мельницы Кецского.
Когда король Сербии Стефан Урош II Милутин вторгся в Срем, венгерский король Карл I начал контрнаступление через реку Сава и зимой 1317 года захватил крепость Мачву (современная Сербия). Воспользовавшись отсутствием короля, Андраш Кесеги атаковал города Шопрон и Дьёр, которые отказались признать его верховенство, но бюргеры успешно отразили нападение с помощью войск его бывших фамилиаров, Павла и Лоуренса Надьямартони. Одновременно Андраш безуспешно осадил Леку и Рогонка (современные Локкенхауз и Рехниц в Австрии), замки его роялистского родственника Миклоша II Кесеги, который также участвовал в сербской кампании. Хроники и уставы в последующий период относились к войскам Андраша как к «немцам», что подразумевает, что он нанял ряд наемников из Австрии и Штирии. В отместку Карл Роберт начал карательную экспедицию против его владений летом 1317 года, в то время как австрийский герцог Фридрих Справедливый также атаковали с пограничных земель. Владычество Андраша рухнуло в течение нескольких месяцев (подробности столкновений неизвестны). Он сдался королю Карлу в лагере в Комароме в октябре 1317 года (в этот момент король осадил крепость Матуша Чака). После победы Карла Роберта провинция Кёсеги в Западной Трансданубии была ликвидирован. Семья Кёсеги смогла сохранить только комитата Ваш и Зала, её доходы были переданы Миклошу II Кесеги, в то время как королевский ишпан были назначены в другие комитаты, где Андраш Кёсеги потерял все свои замки (например, Паннонхалма, Капувар и Овар). Вопреки заключению Пала Энгеля, историк Дьюла Кристо считал, что неудачное нападение Андраша на Шопрон произошло летом 1317 года, и не было никаких последующих столкновений между королевской армией и войсками Андраша. Дьюла Кристо утверждал, что нет никаких доказательств того, что Андраш когда-либо владел вышеупомянутыми комитатами. В ноябре 1317 года король Фридрих поручил австрийскому дворянину и ишпану из графства Шопрон Рудольфу фон Поттендорфу, чтобы приостановить нападения на землевладельцев Андраша.
После своего неудавшегося восстания в 1317 году Андраш Кесеги отступил к западной границе. По неизвестным причинам он снова восстал против короля Венгрии Карла I Роберта весной 1319 года. После этого Александр Кецский и Николай Фельзелендваи возглавили королевскую кампанию против его оставшихся владений. Исполняя свою месть, Кецский захватил шесть крепостей Андрашп Кесеги в течение нескольких месяцев; он победил армию Андраша Кесеги в Салафе, также победив австрийские вспомогательные войска, после чего осадил и захватил форты Кёсег и Капронца (современная Копривница, Хорватия). Согласно королевской грамоте, Николай Фельзелендваи захватил в плен шесть австрийских баронов-разбойников, служивших в армии Андраша. По словам историка Ренаты Скорки, эти события также произошли во время восстания Андраша в 1317 году . После этого Андраш Кесеги сдался королевским войскам и больше никогда не восставал. Король Карл Роберт не полностью наказал его по неизвестным причинам, например, он также вернул ему замок Кёсег. Когда король захватил домен Миклоша II Кесеги в 1321 году, он назначил Андраша новым ишпаном комитата Ваш. Андраш скончался во второй половине 1324 года. Его замки и земли были унаследованы его гораздо более молодым дядей, Яношом «Волком» Кёсеги.